# قراقویونلو (ایغدیر)
قراقویونلو (به ترکی استانبولی: Karakoyunlu، به کردی: Têşberûn) یک منطقهٔ مسکونی در ترکیه است که در استان ایغدیر واقع شده‌است. قراقویونلو ۴۴۸ متر بالاتر از سطح دریا واقع شده‌است.